# هاكا

هاكا هي مدينة وعاصمة ولاية تشين بميانمار.